# Minimocursor
Minimocursor („nejmenší běžec“) byl rod ptakopánvého dinosaura z kladu Neornithischia, žijícího v období pozdní jury (věk tithon, před 150 až 145 miliony let) na území dnešního Thajska (geologické souvrství Phu Kradung).

## Historie a popis

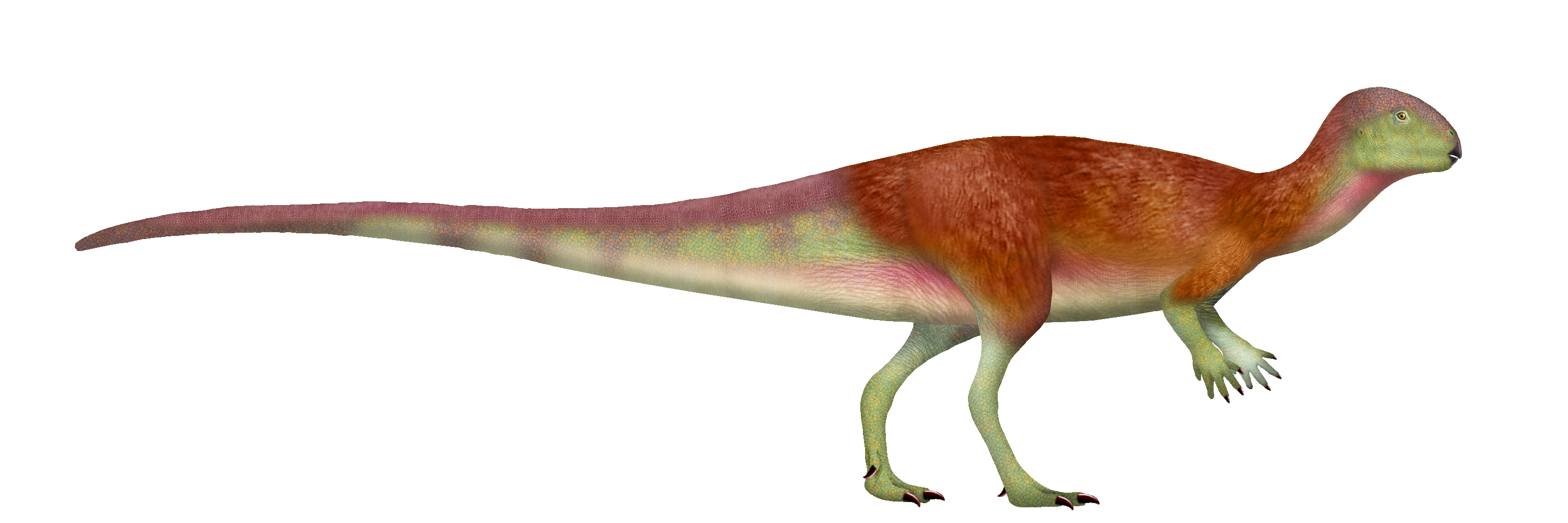
Minimocursor - rekonstrukce s hypotetickým pernatým pokryvem těla.

Typový exemplář tohoto dinosaura se sbírkovým označením PRC 150 byl objeven roku 2012 a několik let byl následně preparován a připravován k výzkumu. Později byly objeveny ještě další fosilie a taxon Minimocursor phunoiensis byl oficiálně stanoven (formálně popsán) v létě roku 2023. Tento malý býložravec, dosahující délky jen kolem 60 cm, žil možná v menších stádech.

## Zařazení

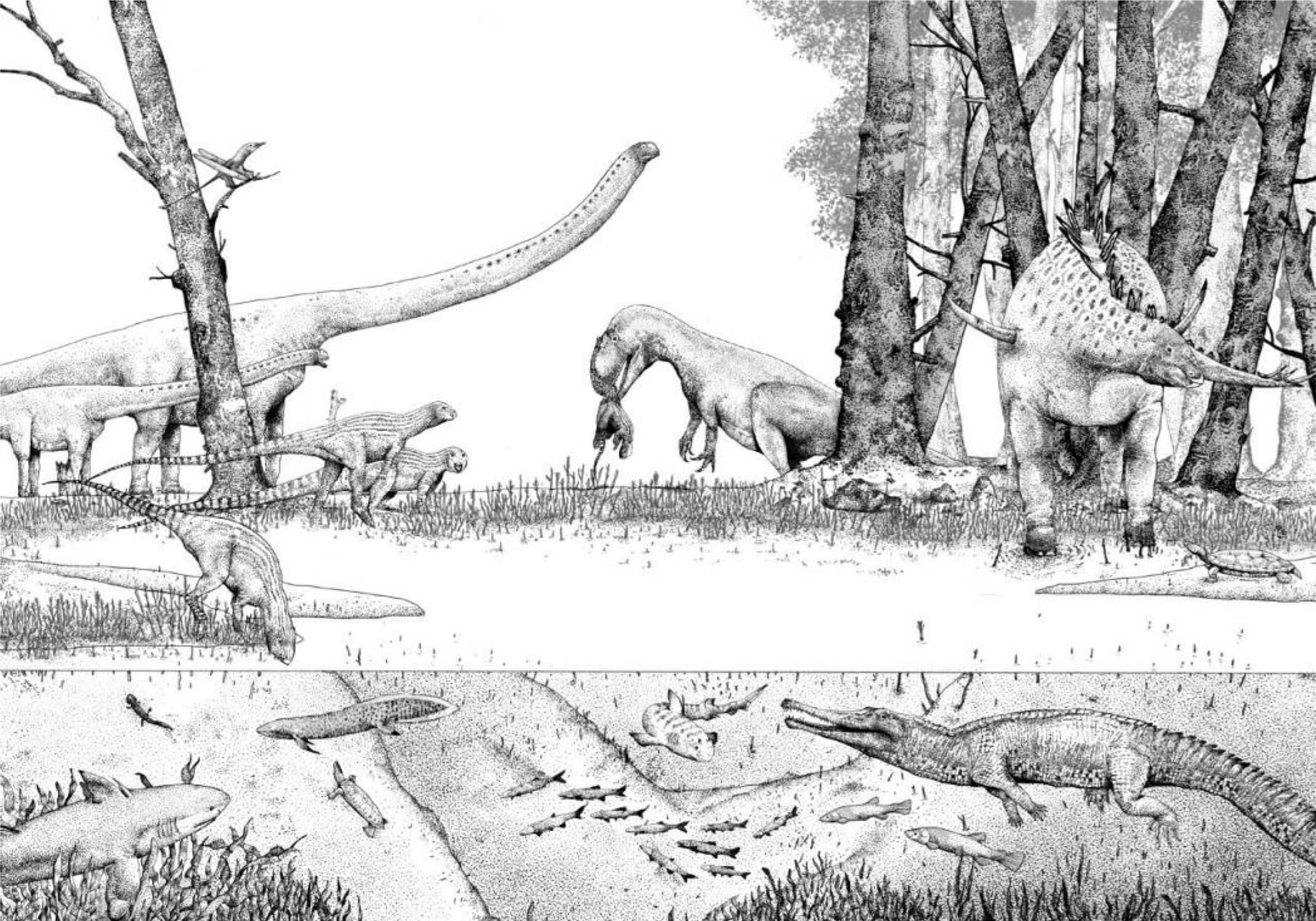
Rekonstrukce ekosystému v rámci geologického souvrství Phu Kradung - minimokurzor nalevo vprostřed.

Podle fylogenetické analýzy provedené v rámci přípravy popisné studie spadal Minimocursor do kladu Neornithischia jako jeho bazální (vývojově primitivní) zástupce, nespadající do kladů Thescelosauridae nebo Cerapoda. Blízce příbuznými rody byly například Kulindadromeus, Jeholosaurus nebo Yueosaurus.